# Cranberry Portage

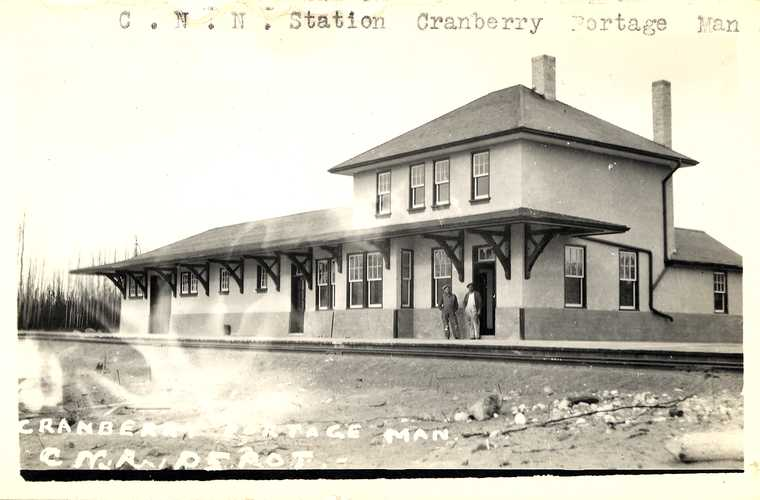
Gare de Cranberry Portage vers 1910

Cranberry Portage est une communauté non incorporée reconnue en tant que district urbain local située dans la municipalité rurale de Kelsey au Manitoba au Canada. Il s'agissait d'un point important sur les routes commerciales des Cris et des Assiniboines avant le contact avec les Européens. En effet, bien avant le début de la traite des fourrures de la Compagnie de la Baie d'Hudson, cet endroit était utilisé en tant que lieu de campement et de portage entre la rivière Grass, à la tête de plusieurs routes très utilisées à partir de la baie d'Hudson et le lac Athapapuskow relié au réseau fluvial de la rivière Saskatchewan.

## Annexe